# Manuel Carballal
Manuel Carballal (La Coruña, 1967) es un investigador, escritor, ufólogo y criminólogo español, además de colaborador de radio, prensa y televisión.

## Biografía
Se diplomó en Teología en el Instituto Teológico Compostelano (Santiago de Compostela) y Criminología en la Facultad de Derecho de la Universidad de Santiago de Compostela y la Escuela Catalana de Criminología, respectivamente, especializándose en la criminalidad asociada a las creencias.
En su faceta como criminólogo, es vicepresidente segundo del Centro de Investigación y Análisis de la Criminalidad Violenta y Sexual (CIAC) y miembro de la Asociación Profesional de Criminalistas y Peritos Judiciales de Galicia.
Como periodista de investigación se ha orientado especialmente hacia los servicios secretos, las sectas y los fraudes paranormales.
Viajero y miembro de varias expediciones españolas a Asia y África, ha coordinado o colaborado en varias iniciativas de Organizaciones No Gubernamentales en África, Europa y América.

## Labor como periodista e investigador

### Prensa
Es colaborador de las revistas oficiales Policía, Guardia Civil y Ciencia Policial, ha asesorado varios episodios de la serie Policías de Antena 3, cadena para la que realizó el microespacio de crimen y sucesos Caso abierto. 
Desde 1985 ha colaborado en revistas como Karma-7, Año/Cero, Más allá de la Ciencia o Enigmas; así como en los diarios La Voz de Galicia, El Correo Gallego o El Mundo, y semanarios como Interviú, Tribuna o Tiempo de Hoy.
Desde 1993 edita El Ojo Crítico, una publicación escéptica especializada en sectas, fraudes relacionados con los fenómenos paranormales y crímenes rituales, disponible en línea de forma gratuita,  que ha destapado importantes escándalos, llevando a Carballal a enfrentamientos muy acalorados, a veces incluso ante los tribunales, con personajes muy conocidos del mundo del misterio, como Octavio Aceves, Aramís Fuster o Juan José Benítez, entre otros.

### Radio
En 1986 dirigió el programa radiofónico Enigmas en Radio Cadena Española, tras lo cual fue colaborador de Miguel Blanco en su programa Espacio en blanco. Posteriormente conduciría el espacio Dimensión cero en Onda Cero (1993). Fue director y copresentador —junto a Bruno Cardeñosa— del programa Mundo misterioso (1997-1999), en Radio Voz.
Fueron frecuentes sus aportaciones en el programa radiofónico La sombra del espejo. Actualmente, es tertuliano fijo del programa La rosa de los vientos, de Onda Cero, junto a Bruno Cardeñosa, Juanjo Sánchez-Oro y Lorenzo Fenández, además de ser colaborador del programa de radio El Centinela del Misterio, junto al periodista Carlos Bustos. También es director de la revista Enigmas.

### Televisión
En televisión ha realizado distintos programas, como Mundo misterioso (Televisión de Galicia, 1993) o Los Expedientes X españoles (Telecinco, 1998).

### Medios digitales
Ha dirigido los portales de Internet Mundo Misterioso, Fraudes Paranormales y el blog El ojo crítico.

### Cine
Según diferentes críticos, el personaje de Quiroga, interpretado por Tristán Ulloa en la película Los sin nombre de Jaume Balagueró (1999), está inspirado en Manuel Carballal.
En 2000 y 2003 asesoró varios episodios de la serie Policías, en el corazón de la calle de Antena3.
En 2012 fue contratado como "coach magic" de la película Luces Rojas de Rodrigo Cortés. Siendo el responsable de enseñar a Robert De Niro y Cillian Murphy los trucos de ilusionismo que realizan en la película.
El cortometraje Alta Extrañeza (2019), de Salvador Larroca y Elena Merino, está basado en la colección Cuaderno de Campo, que recoge las investigaciones de Manuel Carballal, interpretado en la película por Salvador Larroca.

### Investigador de fraudes

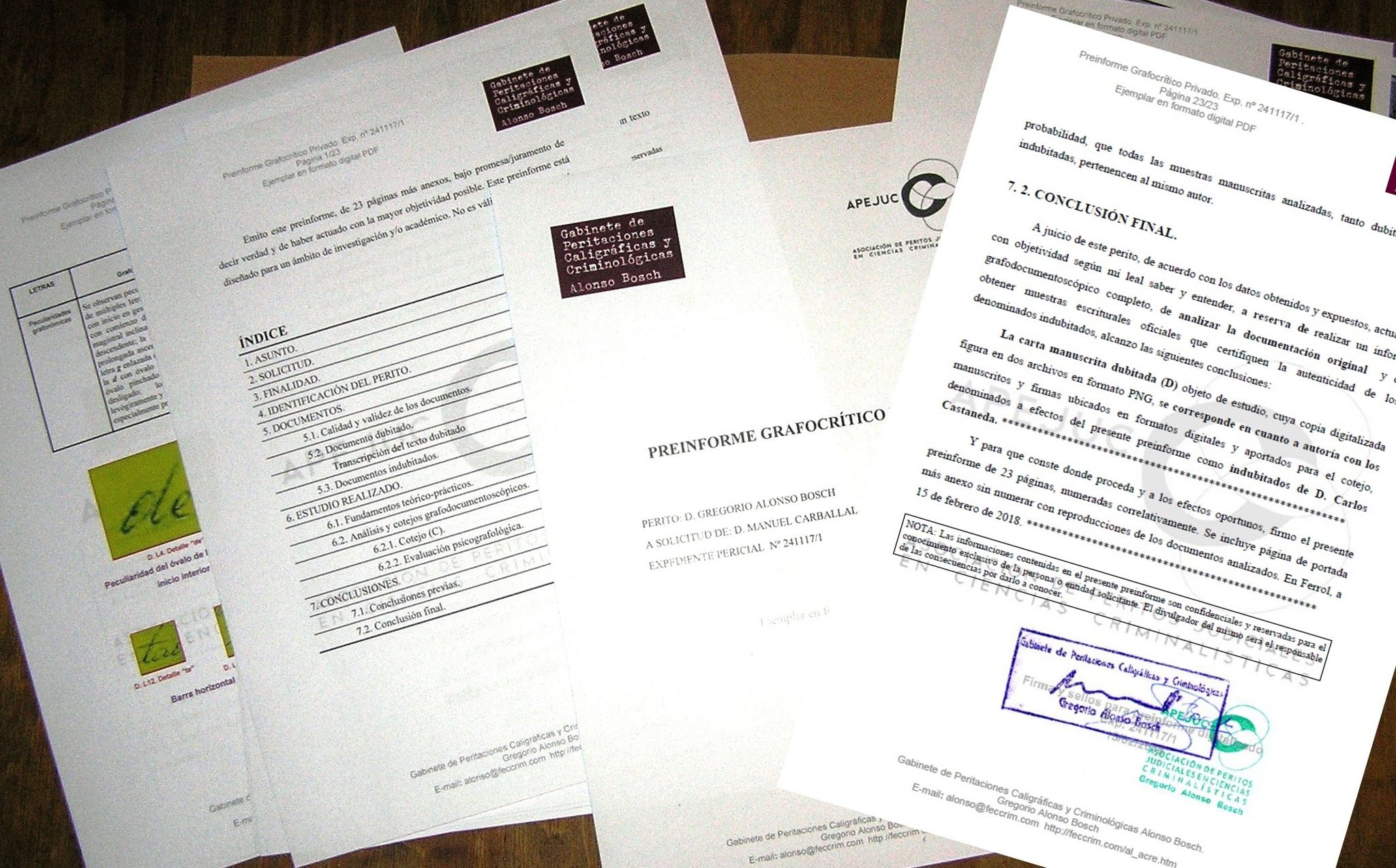
Documentos oficiales incluidos en La vida secreta de Carlos Castaneda.

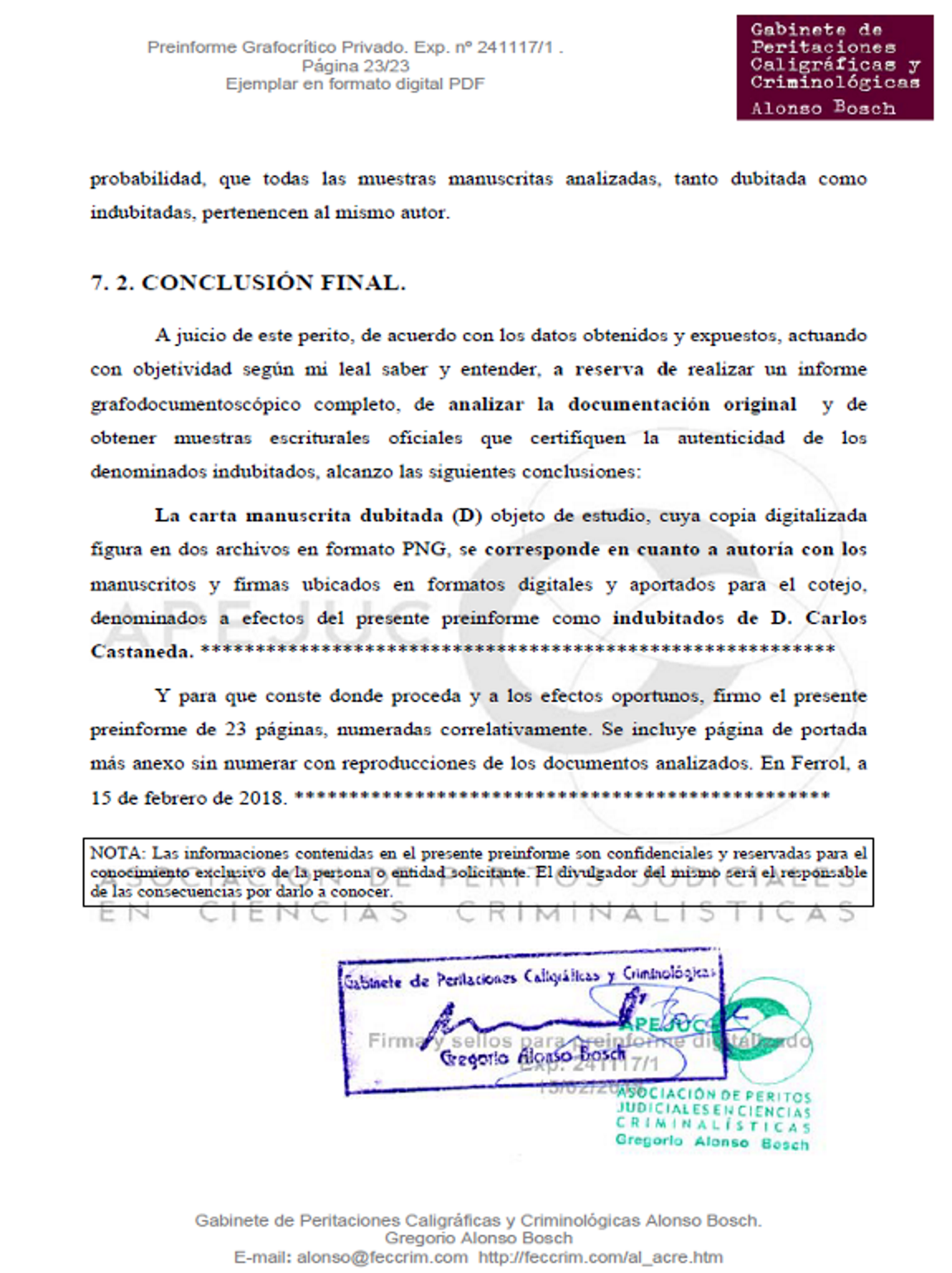
Pericia caligráfica que demuestra la identidad de Castaneda.

Como investigador especialmente crítico ha desenmascarado innumerables fraudes y engaños relacionados con las creencias. En 2010, por ejemplo, abortó la campaña publicitaria del portal Terra descubriendo que una campaña viral de dicho portal había generado la falsa oleada de ovnis en Galicia.
En 2000, consiguió la primera confesión completa, con pruebas físicas, de que Jose Luis Jordán Peña era el autor material e intelectual del fraude más importante en la historia de la ufología española, el caso Ummo.
Otros fraudes importantes, desvelados por el autor, y que en algunos casos originaron las detenciones de los estafadores fueron: el curandero Andrés Ballesteros, el mentalista Ricardo Schiariti, el contactado Ismael Rodríguez, el santón hinduista Sai Baba, y un largo etcétera.
Destaca ya en 2018 la exhaustiva investigación periodística que llevó a cabo para poner al descubierto los secretos mejores guardados del controvertido personaje de Carlos Castaneda, plasmada en su obra La vida secreta de Carlos Castaneda: antropólogo, brujo, espía, profeta.

## Obras
- El gallego sabio. Óscar Rey Brea: el hombre que descubrió los OVNIs. El Ojo Crítico, 2022.
- En 2019 comienza a publicar sus cuadernos de campo sobre diferentes investigaciones en la serie Cuaderno de Campo de El Ojo Crítico. Siendo los tres primeros títulos: OVNI: Alta extrañeza, Cultos Satánicos y Causa de denuncia: Poltergeist. El Ojo Crítico, 2019.[15]
- La vida secreta de Carlos Castaneda. Antropólogo, brujo, espía, profeta. El Ojo Crítico, 2018.
- Los peligros del ocultismo. Crimen, delito y misterio. Ediciones Luciérnaga, 2017. ISBN 9788416694570[16]
- El secreto de los dioses. Barcelona: Martínez Roca, 2005. ISBN 978-84-270-3191-3
- Los peligros del ocultismo: suicidios colectivos, asesinatos rituales, adicciones, posesiones y fraudes. Madrid: América Ibérica, 2002.
- Los expedientes secretos: El CESID, el control de las creencias y los fenómenos inexplicados. Barcelona: Planeta, 2001. ISBN 84-08-03792-7
- Carballal, Manuel; et ál: 20 relatos inquietantes. Madrid: Corona Borealis, 2000. ISBN 84-95645-22-X
- Ovnis y pilotos. Madrid: Contrastes, 1995. ISBN 84-89047-34-0
- La ciencia frente al misterio. Madrid: Contrastes, 1995.
- Los peligros del esoterismo. Madrid: Contrastes, 1995.
- Ovnis: Testigos de élite. Madrid: Espacio y Tiempo, 1993. ISBN 84-7998-060-5
- Secuestrados por los ovnis. Madrid: Espacio y Tiempo, 1992.
- Carballal, Manuel; et al: Proceedings: satanismo y demonología. Madrid: Inespa, 1991.
- Carballal, Manuel; Carrión, Gabriel: El diablo: El síndrome del maligno. Madrid: Juan, 1990. ISBN 84-334-2301-0

### Artículos de Manuel Carballal
- El fraude de los diablos de Haití
- El fraude de los escépticos
- Victimología de las estafas esotéricas

- Datos: Q5992567
- Multimedia: Manuel Carballal / Q5992567